# 夏以焜
夏以焜（1909年—1989年），浙江嘉善人，中华人民共和国政治人物。
担任钢铁设计院高级工程师。1954年，当选第一届全国人民代表大会代表。